# よるマチ!
『よるマチ!』は、あいテレビ（itv）で2015年7月6日から放送されている情報バラエティ番組である。

## 概要
本番組では、愛媛県のローカル情報を紹介するほか、様々な企画に挑戦する番組である。番組コンセプトは『水曜の“よる”がマチ遠しくなる』。
2017年10月18日で放送100回を迎えた。

## 出演者

### 現在
- 山本清文（2015年7月6日 - ）
- 岡田麻希（あいテレビアナウンサー、2015年7月6日 - ）
- 滝香織（同上、2015年7月6日 - ）
- 豊福海央（同上、2022年2月10日 - ）[2]

### 過去
- 平繁かなえ（あいテレビアナウンサー、2015年7月6日 - 2017年9月27日）

## 放送時間
| 放送期間      | 放送期間      | 放送時間           |
| ------------- | ------------- | ------------------ |
| 2015年7月6日  | 2016年3月28日 | 月曜 19:00 - 19:54 |
| 2016年4月13日 | 2017年9月27日 | 水曜 18:54 - 19:50 |
| 2017年10月4日 | 2025年3月26日 | 水曜 19:00 - 19:54 |
| 2025年4月2日  | 現在          | 水曜 19:00 - 19:55 |

## コーナー
- 特集
- グルマンリレー
  - プロも認めるプロを味を未来につなげるグルマンリレー。絶品の一皿+α（ちょこっとレシピ･裏メニューetc）を紹介する。
- おすすめの一冊
  - ゲストやプロが選んだ一冊を紹介する。
- 今週のプレゼント